# Liste der Werke von Theophrast
Dies ist eine Liste der Werke von Theophrast (griechisch Θεόφραστος Theóphrastos).
Der griechische Philosoph Theophrast von der Insel Lesbos (geb. um 371 v. Chr. in Eresos; gest. um 287 v. Chr.) war ein Schüler von Aristoteles und dessen Nachfolger als Leiter der peripatetischen Schule.
Diese Liste ist diejenige, die Diogenes Laertios im Fünften Buch seiner Leben und Meinungen berühmter Philosophen angibt. Die Tradition schreibt Theophrast etwa 220 Titel zu. Auch sein Testament ist überliefert.
Eine Gesamtausgabe des noch Vorhandenen von seinen Schriften (Theophrasti Eresii opera quae supersunt omnia) besorgte Christian Friedrich Heinrich Wimmer (Leipzig 1854–62, 3 Bde., und in 2. Aufl. Paris 1866, 1 Bd.).
Zu Theophrasts bekannten Werken zählen das verlorene Buch Meinungen der Physiker (Physikon doxai) und insbesondere die Charaktere.
Die folgende Liste (nach Diogenes Laertius, Buch V) erhebt keinen Anspruch auf Aktualität oder Vollständigkeit:

## Liste
- 1. Erste Analytik. 2 B.
- 2. Zweite Analytik. 7 B.
- 3. Analytik der Schlüsse. 1 B.
- 4. Auszug aus der Analytik. 1 B.
- 5. Von hergeleiteten Sätzen. 2 B.
- 6. Theorie der Streit- oder Trugschlüsse. (2 B.)
- 7. Über Wahrnehmungen. (De Sensu) 1 B.
- 8. Gegen Anaxagoras. 1 B.
- 9. Von der Lehre des Anaxagoras. 1 B.
- 10. Von der Lehre des Anaximenes. 1 B.
- 11. Von der Lehre des Archelaos. 1 B.
- 12. Über Salz, Natron und Alaun. 1 B.
- 13. Über die Versteinerungen.
- 14. Von den unteilbaren Linien. 1 B.
- 15. Vorlesungen. 2 B.
- 16. Von den Winden. 1 B.
- 17. Unterschiede der Tugenden. 1 B.
- 18. Vom Königtum. 1 B.
- 19. Von der Königserziehung. 1 B.
- 20. Von den Lebensweisen. 3 B.
- 21. Vom Alter. 1 B.
- 22. Von der Astronomie des Demokrit. 1 B.
- 23. Von Luft- und Himmelserscheinungen. 1 B.
- 24. Von den Bildern. 1 B.
- 25. Von Säften, Farben und Fleisch. 1 B.
- 26. Von der Weltordnung. 1 B.
- 27. Von den Menschen. 1 B.
- 28 Sammlung von Sprüchen des Diogenes. 1 B.
- 29. Definitionen. 3 B.
- 30. Liebesbuch. 1 B.
- 31. Ein anderes Buch von der Liebe. 1 B.
- 32. Von der Glückseligkeit. 1 B.
- 33. Von den Begriffen (Ideen?). 2 B.
- 34. Von der Epilepsie. 1 B.
- 35. Vom Enthusiasmus. 1 B.
- 36. Über Empedokles. 1 B.
- 37. Über dialektische Schlüsse. 18 B.
- 38. Einwendungen. 3 B.
- 39. Von der Freiwilligkeit. 1 B.
- 40. Auszug aus Piatons Staat. 2 B.
- 41. Von der Stimmverschiedenheit gleichartiger Tiere.
- 42. Von dem, was in gedrängten Massen erscheint. 1 B.
- 43. Von bissigen und schlagenden Tieren. 1 B.
- 44. Von den sogenannten neidischen Tieren. 1 B.
- 45. Von den auf dem Trockenen bleibenden Tieren. 1 B.
- 46. Von den ihre Farbe ändernden Tieren. 1 B.
- 47. Von den sich versteckenden Tieren. 1 B.
- 48. Von den Tieren. 7 B.
- 49. Von der Lust nach Aristoteles. 1 B.
- 50. Ein anderes von der Lust. 1 B.
- 51. Thesen. 24 B.
- 52. Vom Warmen und Kalten. 1 B.
- 53. Von Schwindel und Verfinsterungen. 1 B.
- 54. Vom Schweiße. 1 B.
- 55. Von Bejahung und Verneinung. 1 B.
- 56. Kalisthenes oder von der Trauer. 1 B.
- 57. Von der Ermüdung. 1 B.
- 58. Von der Bewegung. 3 B.
- 59. Von den Steinen. 1 B.
- 60. Von der Pest. 1 B.
- 61. Von der Ohnmacht. 1 B.
- 62. Megarikus. 1 B.
- 63. Von der Melancholie. 1 B.
- 64. Von den Metallen. 2 B.
- 65. Vom Honig. 1 B.
- 66. Sammlung der Sprüche Metrodors. 1 B.
- 67. Erwägungen über Lufterscheinungen. 2 B.
- 68. Von der Trunkenheit. 1 B.
- 69. Gesetze nach alphabetischer Folge. 24 B.
- 70. Auszug aus den Gesetzen. 10 B.
- 71. Zu den Definitionen. 1 B.
- 72. Von den Gerüchen. 1 B.
- 73. Von Wein und Öl. ...
- 74. Die ersten Vordersätze. 18 B.
- 75. Gesetzgeber. 3 B.
- 76. Von Staatsverfassungen. 6 B.
- 77. Von dem politisch Zeitgemäßen. 4 B.
- 78. Vom politischen Herkommen. 4 B.
- 79. Vom besten Staat. 1 B.
- 80. Sammlung von Problemen. 5 B.
- 81. Von Sprichwörtern. 1 B.
- 82. Vom Starrwerden und Schmelzen. 1 B.
- 83. Vom Feuer. 2 B.
- 84. Vom Atmen. 1 B.
- 85. Von der Gliederlähmung. 1 B.
- 86. Vom Ersticken. 1 B.
- 87. Vom Irrsinn. 1 B.
- 88. Von den Leidenschaften. 1 B.
- 89. Von den Zeichen. 1 B.
- 90. Von den Trugschlüssen. 2 B.
- 91. Von der Auflösung der Schlüsse. 1 B.
- 92. Topika. 2 B.
- 93. Von der Strafe. 2 B.
- 94. Von den Haaren. 1 B.
- 95. Von der Tyrannis. 1 B.
- 96. Vom Wasser. 3 B.
- 97. Von Schlaf und Träumen. 1 B.
- 98. Von der Freundschaft. 3 B.
- 99. Von der Ehrliebe. 2 B.
- 100. Von der Natur. 3 B.
- 101. Physik. 18 B.
- 102. Auszug aus der Physik. 2 B.
- 103. Physik. 8 B.
- 104. Gegen die Physiker. 1 B.
- 105. Pflanzenforschungen. 10 B.
- 106. Von der Entstehung der Pflanzen. 8 B.
- 107. Von den Säften. 5 B.
- 108. Von der falschen Lust. 1 B.
- 109. Von der Seele eine These

Erster Anhang.
- 110. Von den kunstlosen Beweisen. 1 B.
- 111. Von den einfachen Zweifelf allen. 1 B.
- 112. Harmonielehre. 1 B.
- 113. Von der Tugend. 1 B.
- 114. Stützpunkte oder Widersprüche. 1 B.
- 115. Von der Verneinung. 1 B.
- 116. Von der Meinung. 1 B.
- 117. Vom Lächerlichen. 1 B.
- 118. Abendbetrachtungen. 2 B.
- 119. Einteilungen. 2 B.
- 120. Von den Unterschieden. 1 B.
- 121. Von den Rechtswidrigkeiten. 1 B.
- 122. Von der Verleumdung. 1 B.
- 123. Vom Lobe. 1 B.
- 124. Von der Erfahrung. 1 B.
- 125. Briefe. 3 B.
- 126. Von den von selbst entstehenden Tieren. 1 B.
- 127. Von der Absonderung. 1 B.
- 128. Lob der Götter. 1 B.
- 129. Von Festfeiern. 1 B.
- 130. Vom Glück. 1 B.
- 131. Von Enthymemen. 1 B.
- 132. Von Erfindungen. 2 B.
- 133. Ethische Lehrvorträge. 1 B.
- 134. Ethische Oharakterzeichnungen. 1 B.
- 135. Vom Lärmgetümmel. 1 B.
- 136. Von der Geschichtsforschung. 1 B.
- 137. Von Beurteilung der Schlüsse. 1 B.
- 138. Von der Schmeichelei. 1 B.
- 139. Vom Meere. 1 B.
- 140. An Kassander vom Königtum. 1 B.
- 141. Von der Komödie. 1 B.
- 142. Von den Versmaßen. 1 B.
- 143. Von der Darstellungsweise. 4 B.
- 144. Sammlung vtm Lehrsätzen. 1 B.
- 145. Auflösungen. 1 B.
- 146. Von der Musik. 3 B.
- 147. Von den Lufterscheinungen. 1 B.
- 148. Megakles. 1 B.
- 149. Von den Gesetzen. 1 B.
- 150. Von Gesetzesübertretungen. 1 B.
- 151. Sammlung Xenokratischer Lehren. 1 B.
- 152. Vom Umgang. 1 B.
- 153. Vom Eid. 1 B.
- 154. Regeln der Rhetorik. 1 B.
- 155. Vom Reichtum. 1 B.
- 156. Von der Dichtkunst. 1 B.
- 157. Politische, ethische, physische, erotische Probleme. 1 B.
- 158. Von den Einleitungen. 1 B.
- 159. Problemensammlung. 1 B.
- 160. Von den physischen Problemen. 1 B.
- 161. Vom Beispiel. 1 B.
- 162. Von der Themastellung und der Erzählung
- 163. Von der Dichtkunst, ein weiteres. 1 B.
- 164. Von den Weisen. 1 B.
- 165. Vom Rat. 1 B.
- 166. Von Solöcismen 1 B.
- 167. Von der Redekunst. 1 B.
- 168. Von den rhetorischen Künsten.
- 169. Von dem schauspielerischen Vortrag. 1 B.
- 170. Aristotelische und Theophrastische Denkschriften.
- 171. Physische Meinungen. 16 B.
- 172. Auszug aus den physischen Meinungen. 1 B.
- 173. Von der Anmut. 1 B.
- 174. Ethische Charakterzeichnungen. (Zahl fehlt.)
- 175. Vom Falschen und Wahren. 1 B.

Zweiter Anhang.
- 176. Forschungen über die Gottheit. 6 B.
- 177. Von den Göttern. 3 B.
- 178. Geometrische Forschungen. 4B.
- 179. Auszug aus des Aristoteles Tiergeschichte. 6 B.
- 180. Schlußfolgen. 2 B.
- 181. Thesen. 3 B.
- 182. Vom Königtum. 2 B.
- 183. Von den Ursachen. 1 B.
- 184. Über Demokrit. 1 B.
- 185. Von der Verleumdung. 1 B.
- 186. Von der Entstehung. 1 B.
- 187. Von der Klugheit und dem Charakter der Tiere. 1 B.
- 188. Von der Bewegung. 2 B.
- 189. Vom Sehen. 2 B.
- 190. Zu den Definitionen. 2 B.
- 191. Von dem Gegebensein. 1 B.
- 192. Vom Größeren und Kleineren. 1 B.
- 193. Von den Musikern. 1 B.
- 194. Von der göttlichen Glückseligkeit an die Akademiker.
- 195. Der Ermahner. 1 B.
- 196. Uber die beste Staatsverfassung. 1 B.
- 197. Denkschriften. 1 B.
- 198. Über den sizilischen Krater. 1 B.
- 199. Vom Zugegebenen. 1 B.
- 200. Von den physischen Problemen. 1 B.
- 201. Von den Arten des Wissens. 1 B.
- 202. Vom Lügner. 3 B.
- 203. Vorhalle der Topik. 1 B.

Dritter Anhang.
- 204. An Aischylos. 1 B.
- 205. Geschichte der Astronomie. 6 B.
- 206. Arithmetische Forschungen. (Zahl fehlt.)
- 207. Von der Vermehrung. 1 B.
- 208. Akicharus. 1 B.
- 209. Über Gerichtsreden. 1 B.
- 210. Von der Verleumdung. 1 B.
- 211. Die Briefe an (?) Astykreon, Phanias, Nikanor.
- 212. Von der Frömmigkeit. 1 B.
- 213. Euias. 1 B.
- 214. Vom günstigen Zeitpunkt. 2 B.
- 215. Von eigenen Reden (?). 1 B.
- 216. Über Kindererziehung. 1 B.
- 217. Ein anderes verschiedenes. 1 B.
- 218. Über Bildung oder über Tugenden oder über Besonnenheit. 1 B.
- 219. Der Ermahner. 1 B.
- 220. Von den Zahlen. 1 B.
- 221. Erklärungen zu der Darstellung der Schlüsse. 1 B.
- 222. Vom Himmelsgebäude. 1 B.
- 223. Politische Fragen. 2 B.
- 224. Von der Natur. 1 B.
- 225. Von den Früchten. Von Tieren.